# Selective laser sintering

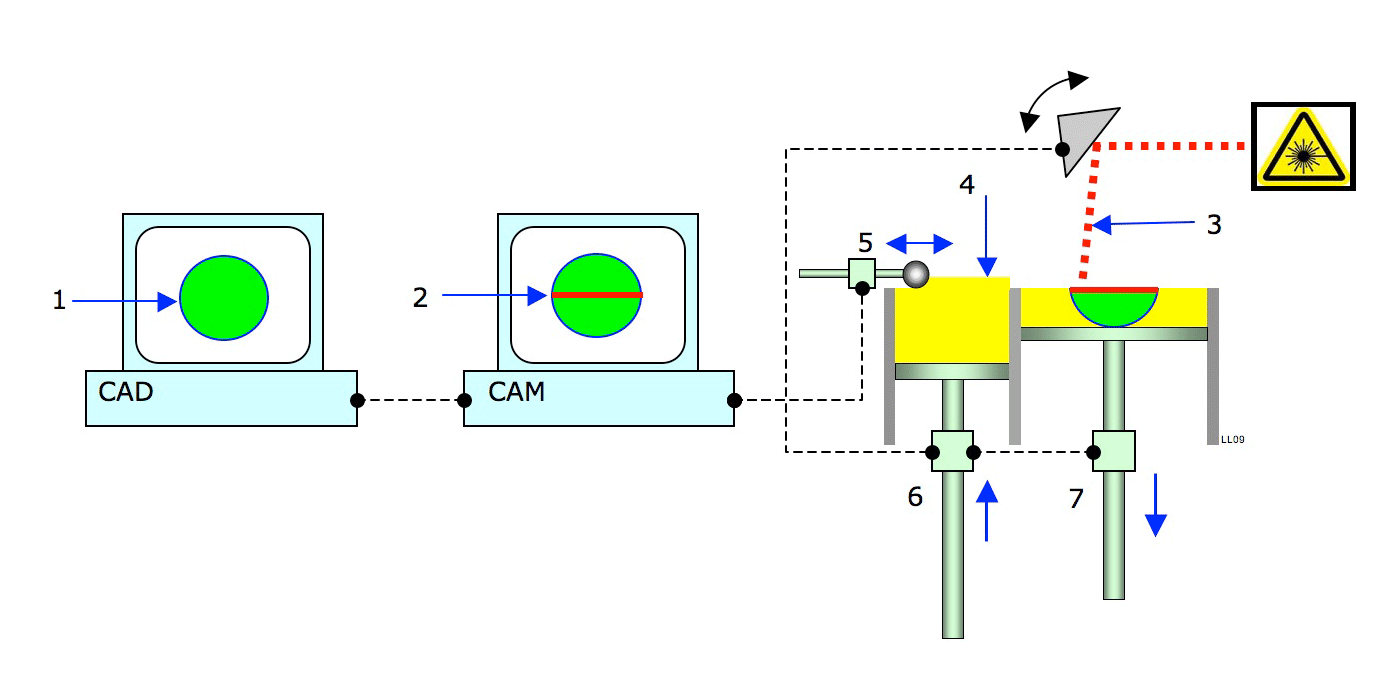
SLS-proces. 1 CAD-model. 2 Doorsnede van het model. 3 Laser. 4 Sinterpoeder. 5 Schraperrol. 6 Sinterpoeder toevoertafel. 7 SLS-modeltafel.

Selective laser sintering (SLS) of laser engineered net shaping is een rapid-prototypingtechniek welke gebruikmaakt van het sinterproces. Met behulp van een laser wordt laag na laag een poeder gesmolten tot een vast product.

## Proces
Een virtueel CAD-model (1) wordt in lagen (2) opgedeeld. Deze lagen worden een met een laser (3), gestuurd met een prisma, een voor een gesinterd tot er een volledige kopie van het virtuele model is verkregen.
Het sinterpoeder (4) wordt met de sinterpoeder toevoertafel (6) omhooggeduwd. De SLS-modeltafel (7) met daarop het model in wording zakt gelijktijdig omlaag. De schraperrol (5) strijkt een laag vers sinterpoeder over het model. Vervolgens smelt de laser (3) het sinterpoeder plaatselijk aan elkaar. Zo wordt laag na laag gevormd.

## Voordeel
Omdat het te sinteren product bij het vervaardigen omgeven is door ongesinterd poeder, is er geen structuur nodig om het product in wording te ondersteunen.
Vergeleken met andere methoden van 'rapid prototyping' is het met het SLS-proces mogelijk om te kiezen uit een breed scala van materialen, variërend van nylon, PS, staal, titaan tot gietzand. Afhankelijk van het te sinteren materiaal kan een 100% dichtheid worden bereikt.
Met de SLS-techniek is het mogelijk om met betrekkelijke eenvoudige middelen complex gevormde producten te maken.

## Nadeel
De oppervlaktekwaliteit van het gesinterde product is meestal dusdanig slecht dat een nabehandeling noodzakelijk is. Dit kan met verschillende technieken, zoals stralen en/of glijdend slijpen.

## Geschiedenis
SLS werd halverwege de jaren 1980 ontwikkeld en gepatenteerd door Carl Deckard van de universiteit van Texas te Austin. Een soortgelijk proces werd, zonder het commercieel uit te buiten, ook in 1979 door R.F. Housholder ontwikkeld.

## Toepassing
De SLS-technologie wordt, naast de vervaardiging van proto’s, meer en meer toegepast als een volwaardige, goedkope productietechniek van complexe producten.